# Ахметшина, Айгуль Гайсовна
Айгу́ль Га́йсовна Ахме́тшина (баш. Айгөл Ғайса ҡыҙы Әхмәтшина; род. 1 мая 1996, Киргиз-Мияки, Башкортостан) — российская оперная певица (меццо-сопрано). Заслуженный артист Республики Башкортостан (2021), лауреат российской оперной премии Casta diva (2022), лауреат Международной оперной премии International Opera Awards (2023).

## Биография
Родилась 1 мая 1996 года в селе Киргиз-Мияки Миякинского района Республики Башкортостан. По национальности — башкирка.

### Образование
В семье Ахметшиных пели все, у всех были академически поставленные голоса -- и у матери, и у бабушки, и у дяди. С шести лет Айгуль начала профессионально заниматься академическим вокалом, начинала с башкирских народных песен. В родном селе окончила детскую музыкальную школу по классу баяна, где обучалась и хоровому пению.
С 12 лет выезжала с концертами в Италию, исполняла башкирские народные песни и классические арии. Исполняла «Я ли в поле да не травушка была…» П. И. Чайковского и «Испанскую песню» Делиба. Вместе с Аидой Гарифуллиной принимала участие в Зальцбургском фестивале. В 2012 году окончила Среднюю школу № 1 им. М. Абдуллина в селе Киргиз-Мияки.
В 2011 году Айгуль Ахметшина поступила в Уфимское училище искусств (УУИ) на Вокальное искусство. После окончания училища в 2015 году Айгуль не смогла поступить в Академию музыки имени Гнесиных, не пошла учиться в консерваторию Уфимского института искусств имени Загира Исмагилова, но продолжила заниматься у своего педагога, заслуженного работника культуры Республики Башкортостан Наили Габдулхаевны Юсуповой. Профессор Миланской консерватории имени Джузеппе Верди маэстро Дельфо Меникуччи рекомендовал Айгуль не менять своего педагога.
С 20 лет постоянно проживает в Лондоне. Кроме родного башкирского, владеет русским, английским и итальянским языками, изучает французский. В свободное время певица любит заниматься кикбоксингом и воркаутом.

## Творчество
Удостоена приза «Надежда» и «зрительских симпатий» на I Международном конкурсе молодых оперных исполнителей имени Ф. И. Шаляпина, прошедшем в Уфе в 2016 году. Спустя несколько месяцев заняла первое место на IV Открытом международном конкурсе вокалистов New Opera World в Москве. Там певицу оценил кастинг-директор Лондонского королевского театра «Ковент-Гарден» Дэвид Гоуланд и пригласил на второй тур прослушиваний.
Летом 2017 года после победы на престижном Международном вокальном конкурсе Belveder имени Ханса Габера, впервые проходившем в России, Айгуль Ахметшину пригласил на работу московский театр «Геликон-опера». Конкурс Belveder называют «международной биржей талантов». В качестве приза победителю предлагается ангажемент в московском театре, но Айгуль выбрала Лондон.
В 2017 году первая певица из Башкортостана стала самым молодым стажёром молодежной программы Лондонского королевского театра «Ковент-Гарден» за всю её историю, так как программа рассчитана для певцов старше 25 лет. Сегодня башкирская певица является солисткой королевского театра «Ковент-Гарден».
В числе ролей на лондонской сцене: заглавная партия в опере «Кармен» в проекте режиссера Питера Брука, партия Мерседес в постановке Барри Коски в той же опере, партия сонетки в опере «Леди Макбет Мценского уезда» в постановке Антонио Паппано и Ричарда Джонса.
Известность на европейской сцене началась с исполнения заглавной партии в комической опере «Золушка» Джоаккино Россини на международном фестивале «Opera de Bauge», который проходил во французской провинции Анжу в 2019 году. 25-летнюю Айгуль Ахметшину часто называют «башкирской Золушкой».
В 2019—2020 годах она пела в оперном театре Сан-Карло в Неаполе, Королевском театре в Мадриде, Нидерландском национальном театре оперы и балета, Немецкой опере Берлинского национального театра «Deutsche Oper Berlin», в театре Академии Святой Цецилии «Accademia Nazionale di Santa Cecilia» в Риме, Израильской опере в Тель-Авиве.
Певица приняла участие в двух европейских фестивалях — «Carinthischer Sommer» в австрийской Каринтии и Уэксфордском оперном фестивале «Wexford Opera Festival» в Ирландии.
В 2019 году на сцене родного Башкирского театра оперы и балета исполнила партию Кармен в опере «Кармен» Жоржа Бизе и дала свой первый сольный концерт.
Певица исполнила заглавную партию в опере «Кармен» Бизе на сцене Музыкального театра имени Станиславского и Немировича-Данченко в Москве. Затем играла в той же опере в Перми.
В Большом зале Московской консерватории состоялся сольный концерт Айгуль Ахметшиной в сопровождении Государственного камерного оркестра России «Виртуозы Москвы». Дирижером концерта стал Фабио Мастранджело.
На чужбине Айгуль поддерживают доброжелательные земляки. Известный уфимский бизнесмен и меценат Василий Пеганов и его супруга, друзья семьи Дмитрия Хворостовского, представили Айгуль Флоранс Илли-Хворостовской (ранее была оперной певицей) — вдове знаменитого оперного певца. На благотворительном концерте в Красноярске Флоранс исполнила вместе с Айгуль «Баркаролу» из оперы «Сказки Гофмана» Жака Оффенбаха.
В 2022 году дебютировала в театре Опера Сан-Франциско, где исполняла партию Ольги в опере П. И. Чайковского «Евгений Онегин» и в театре Метрополитен-опера Нью-Йорка с партией Маддалены в опере «Риголетто» Джузеппе Верди. Также певица приняла участие в записи сольного диска «Il tenore» англо-итальянского тенора Фредди де Томмазо.
«За рубежом восхищаются башкирской народной протяжной песней Узун-кюй и знают о Башкортостане по именам Рудольфа Нуреева и Аскара и Ильдара Абдразаковых. В „Ковент-Гардене“ до сих пор живет культ Нуреева», — рассказывала певица на своих встречах.

## Награды и звания
- Обладатель специального приза «Надежда» и приза «Зрительских симпатий» I Международного конкурса молодых оперных исполнителей имени Ф. И. Шаляпина в Уфе (2016);
- Лауреат Молодежных Дельфийских игр России;
- Бронзовый призер международных конкурсов имени Дмитрия Кабалевского в Самаре и Франсиско Арайсы в Соноре;
- Победительница международных конкурсов имени Бориса Штоколова в Санкт-Петербурге и New Opera World в Москве;
- Обладательница Гран-при Международного вокального конкурса Belveder имени Ханса Габера (2017);
- Заслуженный артист Республики Башкортостан — 26 марта 2021 года[3];
- Лауреат российской оперной премии Casta diva, Полина («Пиковая дама», Фестшпильхаус, Баден-Баден), Розина («Севильский цирюльник» Россини, Парижская опера)), Ольга («Евгений Онегин», Чайковского, Опера Сан-Франциско), Маддалены («Риголетто» Верди, Метрополитен-опера) — 29 марта 2022 года[4][18];
- Международная оперная премия International Opera Awards 2023 в номинации «Певица года» — 10 ноября 2023 года[5].